# 比尔·格罗斯
比尔·格罗斯（1944年4月13日—），本名威廉·韓特·格羅斯（William Hunt Gross），是美國著名基金經理人、金融作家。他曾掌管太平洋投資管理公司旗下2700億的總回報基金(PTTRX)。但是在2007年金融風暴後，他所操作的基金經常看錯方向，導致投資人蒙受損失，在各方的指責之下，葛洛斯在2014年9月26日閃電跳槽到駿利銀行。

## 生平
他生於美國俄亥俄州中城。1962年，进入杜克大学心理系就读，辅系修習希腊文。1966年因车祸住院，住院时因阅读加州大学教授索普（Edward O. Thorp）所著《打败庄家》（Beat the Dealer）而受到启发。出院后在赌城拉斯维加斯用两百美元赢了一万美元，奠定投资思维。1972年起，担任美國太平洋保险公司的债券分析师，开启主动式债券交易风格。1977年，接受AT&T委托管理固定收益，成美国西岸最大企业代操投资公司。1980年，成功预测美联储的反通胀立场。1982年，PIMCO独立营运，当时总资产约为20亿美元。1987年，接手操盘PIMCO总报酬基金，现在是全球最大的债券基金。2000年，以35亿美元的價錢將PIMCO的七成股权轉售給德国安联集团，他從共同創辦人轉變成給安联集团的基金經理人。2006年，第二次成功预测美国次级房屋信贷危机。2014年，因美聯儲暗示與市場的升息預期所造成的大型資本贖回潮，導致他遭到撤換，跳槽到駿利銀行。2019年，接受媒體專訪時透露患有亞斯伯格症候群。

### 榮譽
2003年，《财富》（Fortune）选出企业二十五位最有影响力人士，第二名巴菲特，第十名格罗斯。

## 著作
- 《道听途说的投资术(Everything You've Heard About Investing Is Wrong!)》，1997年出版，ISBN 0-8129-2839-3。
- 《格氏投资学(Bill Gross on Investing)》，1998年出版，ISBN 0-471-28325-8。